# Tour Kline
La tour Kline est un gratte-ciel situé à New Haven, dans le Connecticut. Le bâtiment abrite le département de biologie de l'Université Yale et est actuellement le quatrième bâtiment le plus haut de New Haven,.  Conçu par Philip Johnson, il fut le plus haut bâtiment de la ville de 1966 à 1969,  Johnson a également conçu l'architecture des laboratoires de géologie et de chimie situés près de cet édifice. 